# يوسيل
يوسيل (بالإنجليزية: Ucell)‏ هي علامة تجارية للشبكة الخلوية في أوزبكستان، تملكها وتشغلها شركة كوزكوم الأوزبكية، والتي بدورها تُعتبر مملوكة من قبل شركة الاتصالات السويدية-الفنلندية تلياسونيرا.
وتقدم يوسيل أوسيل خدمات الاتصالات النقالة وخدمة الإنترنت المتنقل في أوزبكستان باستخدام تكنولوجيات جي إس إم، نظام الاتصالات المتنقلة العالمي وسرعة النفاذ للحزم.

## وصلات خارجية
- الموقع الرسمي